# Маунтин-Хом (Арканзас)
Маунтин-Хом (англ. Mountain Home, Arkansas) — город, расположенный в округе Бакстер (штат Арканзас, США) с населением в 12 592 человека по статистическим данным 2008 года. Находится на южной стороне горного плато Озарк.
Город является административным центром округа Бакстер.

## Общие сведения
Маунтин-Хом известен прежде всего, как город для пенсионного и курортного отдыха. По версии журнала Outdoor Life населённый пункт входит в первую двадцатку городов Соединённых Штатов по уровню организации спортивного отдыха, ловли рыбы и туристических маршрутов. По тем же показателям другой журнал Field and Stream's поставил Маунтин-Хоум на второе место среди всех городов США, а журнал для любителей гольфа «Big Creek Golf Course» присвоил ему максимальный рейтинг в пять звёзд и расположил в первой десятке городов Соединённых Штатов по уровню организации площадок для игры в гольф. В штате Арканзас Маунтин-Хоум четвёртый год подряд занимает первое место среди всех населённых пунктов штата по перечисленным выше критериям оценок.

## История
Маунтин-Хоум получил статус города в 1888 году. Населённый пункт на месте будущего города был образован в 1850-е годы вокруг территории мужской и женской Академии и первоначально имел название «Рэпс-Баррен».

## География
По данным Бюро переписи населения США город Маунтин-Хоум имеет общую площадь в 27,45 квадратных километров, водных ресурсов в черте населённого пункта не имеется.
Маунтин-Хоум расположен на высоте 249 метров над уровнем моря, на южной стороне горного плато Озарк. В пределах 15-20 езды от города доступны три реки: Буффало, Уайт-Ривер и Норт-Фок-Ривер, которые вместе известны под общим названием «Норфок Тейлуотер».
Близ города находятся два крупных озера: на востоке в 15 минутах езды расположено озеро Норфок, на западе в 20 минутах — другое озеро Булл-Шолс.

### Автодороги
Через Маунтин-Хоум и вблизи него проходят следующие автотрассы:
- US 62
- US 412
- HA 5
- HA 101
- HA 126
- HA 178
- HA 201

## Демография
По данным переписи населения 2005 года в Маунтин-Хоум проживало 12 215 человек, 3151 семья, насчитывалось 5175 домашних хозяйств и 5612 жилых домов. Средняя плотность населения составляла около 458 человека на один квадратный километр. Расовый состав Маунтин-Хоум по данным переписи распределился следующим образом: 97,69 % белых, 0,18 % — чёрных или афроамериканцев, 0,47 % — коренных американцев, 0,37 % — азиатов, 0,03 % — выходцев с тихоокеанских островов, 0,99 % — представителей смешанных рас, 0,26 % — других народностей. Испаноговорящие составили 1,20 % от всех жителей города.
Из 5175 домашних хозяйств в 19,9 % — воспитывали детей в возрасте до 18 лет, 49,3 % представляли собой совместно проживающие супружеские пары, в 9,6 % семей женщины проживали без мужей, 39,1 % не имели семей. 36,3 % от общего числа семей на момент переписи жили самостоятельно, при этом 22,8 % составили одинокие пожилые люди в возрасте 65 лет и старше. Средний размер домашнего хозяйства составил 2,02 человек, а средний размер семьи — 2,59 человек.
Население города по возрастному диапазону по данным переписи 2000 года распределилось следующим образом: 17,7 % — жители младше 18 лет, 5,9 % — между 18 и 24 годами, 18,8 % — от 25 до 44 лет, 21,5 % — от 45 до 64 лет и 36,1 % — в возрасте 65 лет и старше. Средний возраст жителей составил 53 года. На каждые 100 женщин в Маунтин-Хоум приходилось 78,2 мужчин, при этом на каждые сто женщин 18 лет и старше приходилось 74,3 мужчин также старше 18 лет.
Средний доход на одно домашнее хозяйство в городе составил 26 869 долларов США, а средний доход на одну семью — 34 895 долларов. При этом мужчины имели средний доход в 26 800 долларов США в год против 19 702 доллара среднегодового дохода у женщин. Доход на душу населения в городе составил 16 789 долларов в год. 7,5 % от всего числа семей в округе и 10,6 % от всей численности населения находилось на момент переписи населения за чертой бедности, при этом 14,6 % из них были моложе 18 лет и 7,1 % — в возрасте 65 лет и старше.

## Известные уроженцы и жители

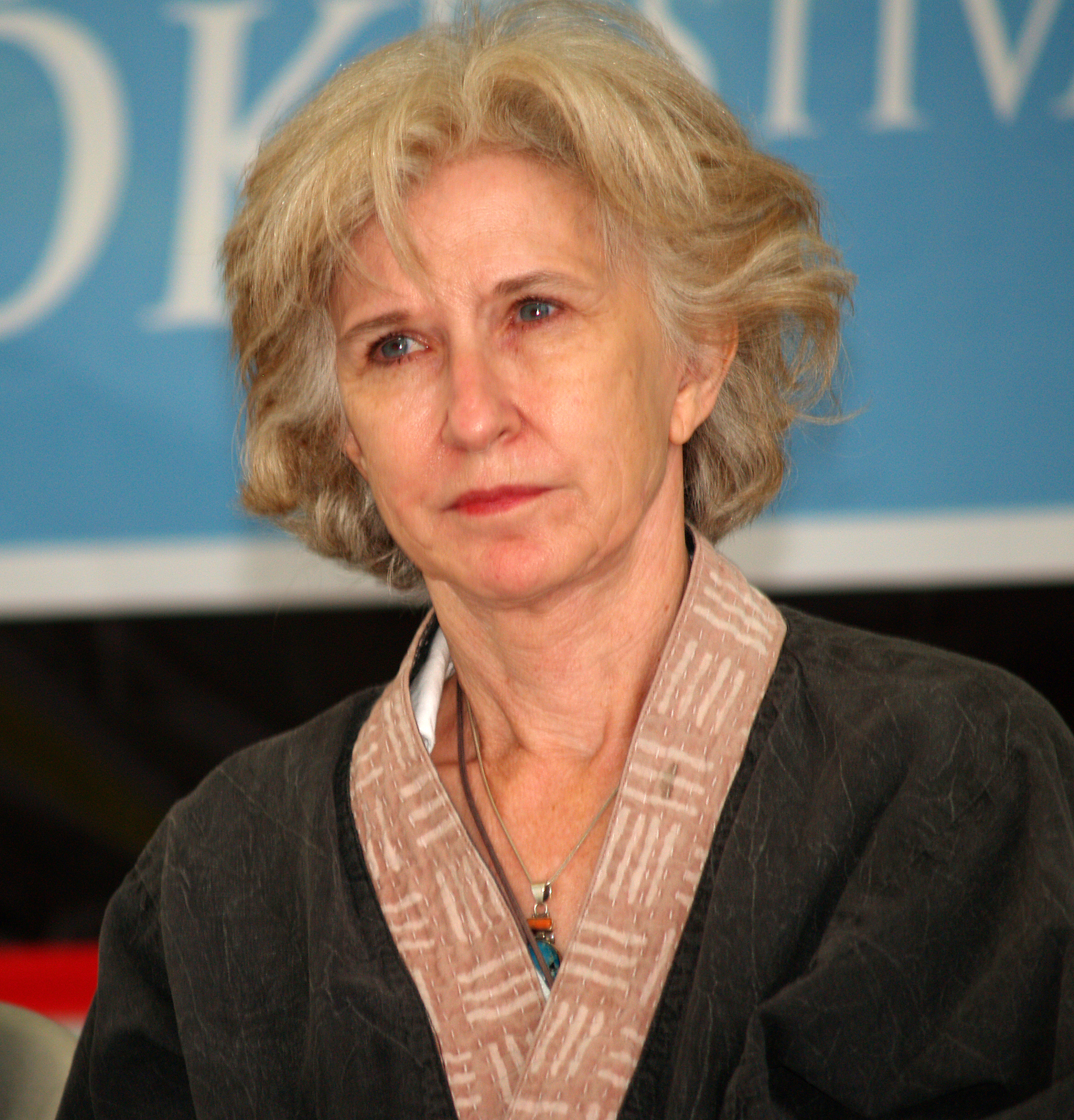
Кэролин Райт — американская поэтесса

- Энтрим, Ричарс — контр-адмирал, ветеран Второй мировой войны. Награждён Медалью Почёта США;
- Уэс Бентли — киноактёр;
- Ричард Кнаак — американский писатель-фантаст;
- Рой Стоун — генерал Гражданской войны в США;
- Кэролин Райт — американская поэтесса;